# Rogue (deportes electrónicos)
Rogue es una organización de deportes electrónicos con sede en Estados Unidos con equipos compitiendo en diversos títulos. Tenía dos equipos de League of Legends con base en Europa: un equipo principal que competia en la League of Legends European Championship (LEC) y un equipo academia que participaba en la Ultraliga, la liga nacional polaca. La organización fue fundada en 2016 por Derek Nelson, Frank Villarreal, Kingsley Edwards y Rogue Frank, y adquirida en 2018 por la ahora empresa matriz y administradora ReKTGlobal (propietaria también de London Royal Ravens). La organización era copropiedad de un grupo de inversores entre los que se encuentran destacadas personalidades como el DJ Steve Aoki, los miembros de la popular banda estadounidense Imagine Dragons, Daniel Platzman (batería) y Wayne Sermon (guitarrista), el DJ Nicky Romero, el jugador en la NBA Rudy Gobert o el jugador de fútbol americano Landon Collins.
El 6 de octubre de 2022, el streamer español Ibai Llanos anunció oficialmente la fusión de su equipo de deportes electrónicos, KOI, con Rogue. Según el acuerdo, ambas organizaciones se unirían para competir juntos en las distintas disciplinas deportivas de las que formaban parte, y jugarían bajo el nombre de KOI. De esta forma, ambos clubes competirían juntos en la League of Legends European Championship (LEC), la Superliga LVP, la Valorant Champions Tour EMEA (VCT) y con equipos también en las competiciones de Rocket League, Tom Clancy's Rainbow Six: Siege y Call of Duty.
Rogue tenía un club oficial de aficionados que recibe el nombre "Rogue Nation".
Desde el 16 de diciembre de 2022 se hizo oficial y definitiva la fusión con KOI, quedando en desuso el nombre Rogue y unificándose las empresas KOI Global Studios y Infinite Reality.

## League of Legends

### Equipo principal
El 20 de noviembre de 2018, Riot Games anunciaba el cambio de nombre de la EU League of Legends Championship Series (EU LCS) a League of Legends European Championship (LEC), así como la introducción de un nuevo sistema de franquicias. Entre los diez equipos que participarían en la competición para la temporada 2019 se encontraba Rogue.

#### 2019
Para el split de primavera de la LEC en 2019, Rogue fichó a  Kim "Profit" Jun-hyung (toplaner), Mateusz "Kikis" Szkudlarek (jungler), Chres "Sencux" Laursen (midlaner), Martin "HeaQ" Kordmaa (botlaner) y Kim "Wadid" Bae-in (support). Tras un desastroso comienzo con una racha de ocho derrotas consecutivas, Profit y Wadid fueron sustituidos por el toplaner novato Finn "Finn" Wiestål y el support veterano Oskar "Vander" Bogdan, respectivamente, consiguiendo dos victorias en las tres semanas siguientes al cambio. A pesar de estos resultados, Rogue optó por traer de vuelta a Profit y Wadid para fortalecer la plantilla de la academia, ya que no había opciones de entrar a playoffs de LEC. Rogue perdió los cuatro partidos restantes, quedando en décima y última posición con 16 derrotas de 18 partidas jugadas.
Para el split de verano, el equipo técnico decidió promocionar a Kacper "Inspired" Słoma (jungler), Emil "Larssen" Larsson (midlaner) y Paweł "Woolite" Pruski (botlaner) del equipo academia. Asimismo, Vander volvía a LEC en sustitución de Wadid. En la semana 6, se decidió sustituir definitivamente a Profit por Finn. Finalmente, Rogue se las arregló para acabar en quinta posición en la temporada regular. En playoffs, Splyce eligió a Rogue como sus primeros oponentes, pero el tiro les salió por la culata al ser derrotados por éstos con un rápido 3-0. Sin embargo, Schalke 04 eliminó a Rogue en la segunda ronda con un 1-3, acabando en cuarta posición. El equipo no logró clasificarse al Campeonato Mundial de 2019.

#### 2020
Para la temporada 2020, Rogue fichó a Steven "Hans sama" para jugar en el carril inferior. En primavera tuvieron un buen inicio con un 3-1, pero fueron incapaces de ganar contra los mejores equipos. Finalizaron la temporada regular en sexta posición con un 9-9. En playoffs, vencieron consistentemente a Misfits Gaming con un 3-1, a pesar de haber perdido el primer mapa, pero en la segunda ronda contra Origen les sucedió justo lo contrario, siendo derrotados con un 1-3 y acabando en quinta posición. 
En verano, sin embargo, Rogue se las apañó para acabar en primer puesto en la temporada regular, con 13 victorias y 5 derrotas. En la primera ronda de playoffs, eligieron como su oponente a Fnatic, quien los derrotó con un 3-0, enviando a Rogue a la tercera ronda del loser's bracket. Aun así, conseguían un puesto directo al Campeonato Mundial de 2020, al que Europa enviaba este año cuatro equipos. En la tercera ronda del loser's bracket Rogue se enfrentó a MAD Lions, venciendo a los leones con un 3-0. Sin embargo, en la siguiente ronda eran eliminados con un 2-3 por G2 Esports, finalizando el split en tercera posición.  
En el Mundial, Rogue pasa directamente a fase de grupos. En el sorteo de elección de grupos, Rogue fue agrupado con DAMWON Gaming (representante de la LCK), JD Gaming (representante de la LPL) y un representante del Play-In, que finalmente sería PSG Talon (representante de la PCS). De los seis partidos jugados, tan solo logró ganar 1 mapa contra PSG Talon, por lo que no pasó de fase eliminatoria, finalizando así su trayectoria en el evento.

#### 2021
Con la marcha de Finn a la LCS con Counter Logic Gaming y Vander a Misfits Gaming, Rogue decide contar para 2021 con Andrei "Odoamne" Pascu en el carril superior y Adrian "Trymbi" Trybus como apoyo. El equipo logró acabar la temporada regular del split de primavera en segunda posición, con 14 victorias de 18 partidas jugadas. En la primera ronda de playoffs, Rogue perdió con un 1-3 contra MAD Lions, descendiendo al loser's bracket. En la tercera ronda ganaron a Schalke 04 con un 3-1, y en la cuarta ronda vencieron inesperadamente al favorito G2 Esports con un 3-1, accediendo al fin a unas finales de LEC en las que, por primera vez en la historia, no estaría ni G2 ni Fnatic. En la final se enfrentaron nuevamente contra MAD Lions: ganaron los dos primeros mapas de la serie, pero el tercero y cuarto se les complicaron y se los acabaron llevando los leones. En el quinto y último mapa, Rogue llegó a acumular una significativa ventaja en el marcador de oro, pero, tras una desastrosa teamfight, MAD Lions logró ganar el mapa y alzarse con el título de LEC.
En el split de verano, Rogue terminó en primera posición en la temporada regular. En playoffs eligieron como oponente para la ronda 1 a Misfits Gaming, a quien vencieron con un 3-2, clasificándose al Campeonato Mundial de 2021. En el quinto mapa de la serie se vio una pentakill (asesinato quíntuple) de Inspired con el campeón Viego. En semifinales del winner's bracket se vieron superados por MAD Lions con un 0-3, descendiendo al loser's bracket. Allí se jugaron el pase a la final contra Fnatic, pero fueron eliminados con otro 3-0, finalizando el split en tercera posición.
En el Mundial, Rogue pasa directamente a fase de grupos. En el sorteo de selección de grupos, Rogue fue agrupado con DWG KIA (representante de la LCK), FunPlus Phoenix (representante de la LPL) y un representante del Play-In, que finalmente sería Cloud9 (representante de la LCS). De los seis partidos jugados, ganaría tan solo dos, empatando con Cloud9 en 2.ª-3.ª posición. Rogue perdió el partido adicional de desempate para determinar cuál de los dos equipos pasaba de fase de grupos, acabando su trayectoria en el mundial.

#### 2022
Inspired y Hans sama se marcharon a Evil Geniuses y Team Liquid, respectivamente. Rogue reemplazó a ambos jugadores por Kim "Malrang" Geun-seong, quien había sido el jungla sustituto de DWG KIA, y Markos "Comp" Stamkopoulos, quien ya se había estrenado en la LEC con Team Vitality. En el split de primavera, Rogue tuvo un gran comienzo, ganando los nueve partidos que constituían la primera mitad de la temporada regular, aunque siendo derrotados en la quinta semana por Astralis y Misfits Gaming. Además, el equipo logró el hito de vencer a G2 Esports en temporada regular (desde la llegada de Rogue a la LEC habían sido derrotados siempre en la fase regular por G2). Tras quedar como líderes en temporada regular, vencieron en playoffs a Misfits Gaming con un 3-1 en la primera ronda y a Fnatic con un 3-2 en la segunda ronda, clasificándose a la final del split de primavera. En las finales, sin embargo, fueron derrotados con un 0-3 por G3 Esports.
En verano de 2022 vencían en la final a G2 Esports con un 3-0, con lo que lograban el título de campeones de Europa por primera vez en su historia y se aseguraban representar a la LEC como primer seed en el Campeonato Mundial de 2022. El 6 de octubre de 2022 el streamer Ibai anunció la fusión de ambos equipos, a partir del final de la competición mundial de League of Legends ambos equipos jugarán bajo el nombre de KOI en distintas competiciones. El 16 de diciembre de 2022, se hizo efectiva la fusión, quedando en desuso el nombre Rogue y unificándose las empresas KOI Global Studios y Infinite Reality.
| Última plantilla de League of Legends | Última plantilla de League of Legends | Última plantilla de League of Legends | Última plantilla de League of Legends | Última plantilla de League of Legends |
| Nacionalidad                          | Alias                                 | Nombre                                | Rol                                   | Fecha de entrada                      |
| Jugadores                             | Jugadores                             | Jugadores                             | Jugadores                             | Jugadores                             |
| ------------------------------------- | ------------------------------------- | ------------------------------------- | ------------------------------------- | ------------------------------------- |
| Rumania                               | Odoamne                               | Andrei Pascu                          | Toplaner                              | 16 de noviembre de 2020               |
| Corea del Sur                         | Malrang                               | Kim Geun-seong (김근성)               | Jungler                               | 16 de diciembre de 2021               |
| Suecia                                | Larssen                               | Emil Larsson                          | Midlaner                              | 28 de mayo de 2019                    |
| Grecia                                | Comp                                  | Markos Stamkopoulos                   | Botlaner                              | 16 de diciembre de 2021               |
| Polonia                               | Trymbi                                | Adrian Trybus                         | Support                               | 16 de noviembre de 2020               |
| Alemania                              | Blueknight                            | Nico Jannet                           | Midlaner (sustituto)                  | 21 de enero de 2020                   |
| Cuerpo Técnico                        |                                       |                                       |                                       |                                       |
| Reino Unido                           | freddy122                             | Simon Payne                           | Entrenador principal                  | 27 de noviembre de 2018               |
| Corea del Sur                         | SeeEl                                 | Christopher Lee (이규해)              | Entrenador asistente                  | 17 de diciembre de 2021               |
| Países Bajos                          | Bernie                                | Bernadette Ramaker                    | Entrenadora de rendimiento            | 17 de diciembre de 2021               |
| Alemania                              | Blueknight                            | Nico Jannet                           | Analista principal                    | 10 de enero de 2022                   |
| Polonia                               | Arces                                 | Damian Osuch                          | Analista                              | 25 de diciembre de 2022               |